# Elecciones provinciales de Buenos Aires de 2015
Las elecciones provinciales de Buenos Aires de 2015 se realizaron el domingo 25 de octubre. Los candidatos surgieron de elecciones primarias abiertas simultáneas y obligatorias (PASO) que se llevaron a cabo el 9 de agosto.
El resultado fue la victoria de la coalición Cambiemos Buenos Aires, con su candidata María Eugenia Vidal, del partido Propuesta Republicana (PRO), que fue elegida gobernadora con el 39.42% de los votos contra el 35.28% del candidato del oficialista Frente para la Victoria, Aníbal Fernández, perteneciente al Partido Justicialista (PJ). En tercer lugar quedó Felipe Solá, de la alianza Unidos por una Nueva Alternativa. Cambiemos Buenos Aires obtuvo también la primera minoría en el Senado provincial y quedó en segundo lugar en la Cámara de Diputados. Los comicios tuvieron el histórico carácter de ser la primera derrota electoral del Partido Justicialista en las elecciones bonaerenses desde 1983, y la primera vez que una mujer resultaba electa gobernadora de Buenos Aires.
En las elecciones presidenciales realizadas ese mismo día, el candidato de Cambiemos a nivel nacional, Mauricio Macri obtuvo el segundo puesto, lo que le permitió pasar a la segunda vuelta, la cual terminaría con su victoria sobre Daniel Scioli, que era el gobernador saliente de la Provincia.

## Antecedentes
La provincia de Buenos Aires es, con una diferencia de más de doce millones de habitantes sobre la segunda (Córdoba), el distrito más poblado de la República Argentina, y alberga por sí sola a más de un tercio (aproximadamente el 38%) del electorado del país, lo que lo convierte en un punto clave en las elecciones argentinas. A día de hoy, solo tres candidatos (Hipólito Yrigoyen en 1916, Mauricio Macri en 2015, y Javier Milei en 2023) han ganado las elecciones presidenciales sin haber triunfado en la provincia de Buenos Aires. El control de esta gobernación es considerado también clave para cualquier gobierno.
Desde la derrota de la Unión Cívica Radical en 1987, Buenos Aires fue gobernada de forma continuada por el Partido Justicialista con los gobernadores Antonio Cafiero, Eduardo Duhalde, Carlos Ruckauf, Felipe Solá, y finalmente, Daniel Scioli, que forma también parte de la coalición oficialista a nivel nacional, el Frente para la Victoria. Scioli fue reelegido con el 55,18% de los votos en 2011, superando a su rival más cercano, Francisco de Narváez, por más de 39 puntos porcentuales.

## Candidaturas

### Cambiemos Buenos Aires
| | |
| | |
| María Eugenia Vidal | Daniel Salvador |
| para gobernadora | para vicegobernador |
| | |
| Vicejefa de Gobierno de la Ciudad Autónoma de Buenos Aires (2011–2015) | Diputado provincial de la provincia de Buenos Aires (1995-1999) |
| Partidos en la alianza: \| - Unión Cívica Radical - Coalición Cívica ARI - Propuesta Republicana - Partido Demócrata Progresista - Partido Conservador Popular - Unión por la Libertad - Partido Fe - Unión del Centro Democrático - Propuesta Federal para el Cambio \| - Espacio Abierto para el Desarrollo y la Integración Social - Frente por la Justicia Social - Partido Demócrata Conservador - Partido Lealtad y Dignidad - Partido del Diálogo \| | |
| - Unión Cívica Radical - Coalición Cívica ARI - Propuesta Republicana - Partido Demócrata Progresista - Partido Conservador Popular - Unión por la Libertad - Partido Fe - Unión del Centro Democrático - Propuesta Federal para el Cambio | - Espacio Abierto para el Desarrollo y la Integración Social - Frente por la Justicia Social - Partido Demócrata Conservador - Partido Lealtad y Dignidad - Partido del Diálogo |

### Frente para la Victoria
| | |
| | |
| Aníbal Fernández | Martín Sabbatella |
| para gobernador | para vicegobernador |
| | |
| Jefe de Gabinete de Ministros de la Nación Argentina (2015) | Director Ejecutivo de la Autoridad Federal de Servicios de Comunicación Audiovisual (2012–2015) Diputado nacional por la provincia de Buenos Aires (2009-2013) Intendente de Morón (1999-2009)                  |
| Partidos en la alianza: \| - Partido Justicialista - Nuevo Encuentro - Partido Intransigente - Partido Federal - Partido Comunista - Partido Humanista - Frente Grande - Partido de la Victoria - Kolina \| - Frente Social - Memoria y Movilización Social - Partido Popular Cristiano - Partido Polo Social - Movimiento Integración Latinoamericana de Expresión Social - Partido Comunista Auténtico - Nueva Dirigencia \| | |
| - Partido Justicialista - Nuevo Encuentro - Partido Intransigente - Partido Federal - Partido Comunista - Partido Humanista - Frente Grande - Partido de la Victoria - Kolina | - Frente Social - Memoria y Movilización Social - Partido Popular Cristiano - Partido Polo Social - Movimiento Integración Latinoamericana de Expresión Social - Partido Comunista Auténtico - Nueva Dirigencia |

### Unidos por una Nueva Alternativa
| | |
| | |
| Felipe Solá | Daniel Arroyo |
| para gobernador | para vicegobernador |
| | |
| Diputado nacional por la provincia de Buenos Aires (2009-2019) Gobernador de la provincia de Buenos Aires (2002–2007) | Ministro de Desarrollo Social de la provincia de Buenos Aires (2007-2013)                                                                  |
| Partidos en la alianza: \| - Frente Renovador - Movimiento de Integración y Desarrollo - Unión Popular - Partido Nacionalista Constitucional UNIR - Unión Celeste y Blanco \| - Partido Demócrata Cristiano - Partido Tercera Posición - Partido Renovador Federal - Corriente de Pensamiento Bonaerense - Partido MEJOR \| | |
| - Frente Renovador - Movimiento de Integración y Desarrollo - Unión Popular - Partido Nacionalista Constitucional UNIR - Unión Celeste y Blanco | - Partido Demócrata Cristiano - Partido Tercera Posición - Partido Renovador Federal - Corriente de Pensamiento Bonaerense - Partido MEJOR |

### Frente de Izquierda y de los Trabajadores
| |                      |
| Partido Obrero | Izquierda Socialista |
| Néstor Pitrola | Rubén Sobrero        |
| para gobernador | para vicegobernador  |
| |                      |
| Diputado nacional por la provincia de Buenos Aires (2013-2015)                                                                 | Dirigente gremial    |
| Partidos en la alianza: - Partido del Obrero - Izquierda por una Opción Socialista - Partido de Trabajadores por el Socialismo |                      |

### Progresistas
| | |
| | Independiente |
| Jaime Linares | Juan Carlos Pugliese                                                                                              |
| para gobernador | para vicegobernador                                                                                               |
| | |
| Senador nacional por la provincia de Buenos Aires (2011–2017)                                                                             | Secretario de Políticas Universitarias del Ministerio de Educación, Ciencia y Tecnología de la Nación (2002–2005) |
| Partidos en la alianza: - Partido GEN - Partido Socialista - Partido Socialista Auténtico - Movimiento Libres del Sur - Encuentro Popular | |

## Renovación legislativa
| Sección Electoral | Cámara de Diputados | Cámara de Diputados | Senado    | Senado    |
| Sección Electoral | Diputados           | A renovar           | Senadores | A renovar |
| ----------------- | ------------------- | ------------------- | --------- | --------- |
| 1                 | 15                  | 15                  | 8         | —         |
| 2                 | 11                  | —                   | 5         | 5         |
| 3                 | 18                  | —                   | 9         | 9         |
| 4                 | 14                  | 14                  | 7         | —         |
| 5                 | 11                  | 11                  | 5         | —         |
| 6                 | 11                  | —                   | 6         | 6         |
| 7                 | 6                   | 6                   | 3         | —         |
| 8 - Capital       | 6                   | —                   | 3         | 3         |
| Total             | 92                  | 46                  | 46        | 23        |

## Encuestas
Según encuestas a junio de 2015 la interna de Cambiemos Buenos Aires alcanzaría el 39,4% de los votos, seguida del FPV con 30,9% y el UNA con 22,9%.

### Generales
| Fecha  | Encuestadora    | Aníbal Fernández | María Eugenia Vidal | Felipe Solá | Nestor Pitrola | Jaime Linares |
| ------ | --------------- | ---------------- | ------------------- | ----------- | -------------- | ------------- |
| 3/9/15 | Rouvier         | 34,8%            | 35,7%               | 16%         | 2,5%           | 3,7%          |
| 6/9/15 | Managment & Fit | 28,1%            | 32,2%               | 15,7%       | 3,2%           | 2,3%          |

## Resultados

### Primarias
Los candidatos primero se presentan en las elecciones Primarias Abiertas Simultáneas y Obligatorias (PASO), en las cuales se define que candidatos acceden a las elecciones nacionales, debiendo pasar un umbral del 1,5% de los votos válidos para poder pasar, y también se decide que lista disputará las elecciones por coalición, de ahí el término “primaria abierta”.
En las elecciones primarias, el oficialista Frente para la Victoria fue el frente más votado con un 40.40% de los votos, pero reduciéndose considerablemente su predominio con respecto a 2011. La fórmula Aníbal Fernández-Martín Sabbatella se impuso al binomio Julián Domínguez-Fernando Espinoza, accediendo a la candidatura. En segundo lugar quedó Cambiemos Buenos Aires, con el 29.95% de los votos. María Eugenia Vidal fue la única candidata, con Daniel Salvador como compañero de fórmula, y su candidatura fue la más votada en solitario, sobrepasando a Fernández por más de ocho puntos.
Los demás candidatos habilitados fueron Felipe Solá, de Unidos por una Nueva Alternativa, Jaime Linares, de la coalición Progresistas, y Néstor Pitrola, del Frente de Izquierda y de los Trabajadores
|  | 52,50 % |

|  | 40,40 % |

|  | 47,50 % |

|  | 29,95 % |

|  | 19,66 % |

|  | 67,36 % |

|  | 3,84 % |

|  | 32,64 % |

|  | 56,92 % |

|  | 3,44 % |

|  | 43,08 % |

|  | 0,92 % |

|  | 0,50 % |

|  | 0,47 % |

|  | 0,46 % |

|  | 0,36 % |

|  | 88,59 % |

|  | 10,75 % |

|  | 0,67 % |

|  | 74,25 % |

|  | 100 % |

### Gobernador y vicegobernador
La elección general definitiva tuvo lugar el domingo 25 de octubre. Durante el escrutinio, el Canal 5 Noticias, declaró según el boca de urna ganador a Aníbal Fernández por "amplia diferencia", haciendo simultáneamente lo mismo con el candidato presidencial del FPV, el gobernador saliente Daniel Scioli, tal y como anunciaban varias encuestas por boca de urna. Sin embargo,  Scioli no pudo evitar una segunda vuelta electoral contra Mauricio Macri, y la elección bonaerense resultó en que María Eugenia Vidal resultara electa gobernadora de Buenos Aires con el 39.42% de los votos, contra el 35.28% de Fernández y el 19.26% de Solá. Pitrola se ubicó en cuarto lugar con el 3.69% y Linares quedó en último lugar con un 2.35%. La victoria de Vidal puso fin a veintiocho años de dominación del Partido Justicialista sobre la provincia. Vidal se convirtió además en la primera mujer en ganar la gobernación y en la gobernadora bonaerense elegida con menor porcentaje de votos desde la recuperación de la democracia, así como Fernández registró el peor resultado para un candidato justicialista en el distrito bonaerense. En esta elección fue decisivo el corte de boleta, ya que María Eugenia Vidal obtuvo 474.533 votos más que el candidato presidencial de su partido en el distrito bonaerense, mientras que Aníbal Fernández obtuvo 332.300 votos menos que Scioli, los cuales permitieron a la primera ganar la gobernación a pesar de que, en el mismo día, Mauricio Macri quedaba segundo en la provincia.
|  | 39,42 % |

|  | 35,28 % |

|  | 19,26 % |

|  | 3,69 % |

|  | 2,35 % |

|  | 91,54 % |

|  | 7,92 % |

|  | 0,55 % |

|  | 100 % |

|  | 80,48 % |

### Cámara de Diputados
|  | 37,58 % |

|  | 34,12 % |

|  | 21,20 % |

|  | 3,89 % |

|  | 3,21 % |

|  | 89,85 % |

|  | 9,58 % |

|  | 0,57 % |

|  | 80,59 % |

|  | 100 % |

#### Resultados por secciones electorales

Secciones electorales de Buenos Aires:
1ª Sección
2ª Sección
3ª Sección
4ª Sección
5ª Sección
6ª Sección
7ª Sección
8ª Sección/Capital

|  | 34,89 % |

|  | 34,42 % |

|  | 23,05 % |

|  | 4,36 % |

|  | 3,28 % |

|  | 90,51 % |

|  | 8,94 % |

|  | 0,55 % |

|  | 80,83 % |

|  | 100 % |

|  | 42,34 % |

|  | 34,53 % |

|  | 19,08 % |

|  | 2,12 % |

|  | 1,92 % |

|  | 89,14 % |

|  | 10,42 % |

|  | 0,45 % |

|  | 83,21 % |

|  | 100 % |

|  | 46,41 % |

|  | 31,43 % |

|  | 15,83 % |

|  | 3,19 % |

|  | 3,15 % |

|  | 88,83 % |

|  | 10,49 % |

|  | 0,68 % |

|  | 78,33 % |

|  | 100 % |

|  | 43,10 % |

|  | 32,02 % |

|  | 17,50 % |

|  | 4,61 % |

|  | 2,77 % |

|  | 84,95 % |

|  | 14,47 % |

|  | 0,58 % |

|  | 81,81 % |

|  | 100 % |

### Senado
|  | 39,10 % |

|  | 34,27 % |

|  | 18,65 % |

|  | 3,21 % |

|  | 4,56 % |

|  | 0,22 % |

|  | 89,34 % |

|  | 10,14 % |

|  | 0,52 % |

|  | 80,33 % |

|  | 100 % |

#### Resultados por secciones electorales
|  | 39,70 % |

|  | 35,06 % |

|  | 19,23 % |

|  | 3,14 % |

|  | 2,86 % |

|  | 87,31 % |

|  | 12,23 % |

|  | 0,46 % |

|  | 83,05 % |

|  | 100 % |

|  | 42,25 % |

|  | 30,73 % |

|  | 19,05 % |

|  | 4,76 % |

|  | 2,76 % |

|  | 89,56 % |

|  | 9,94 % |

|  | 0,51 % |

|  | 80,09 % |

|  | 100 % |

|  | 47,31 % |

|  | 29,54 % |

|  | 14,77 % |

|  | 4,84 % |

|  | 3,55 % |

|  | 86,92 % |

|  | 12,45 % |

|  | 0,64 % |

|  | 79,77 % |

|  | 100 % |

|  | 42,31 % |

|  | 28,93 % |

|  | 15,55 % |

|  | 5,84 % |

|  | 5,03 % |

|  | 2,34 % |

|  | 92,55 % |

|  | 6,87 % |

|  | 0,59 % |

|  | 79,99 % |

|  | 100 % |

## Elecciones municipales
Las elecciones municipales de la provincia de Buenos Aires de 2015 se realizaron el 25 de octubre de 2015. Los candidatos surgieron de elecciones primarias abiertas simultáneas y obligatorias (PASO) que se realizaron el 9 de agosto de 2015, siempre y cuando el partido o alianza que representen haya alcanzado el 1,5% de los Votos positivos.
| Municipio                                               | Intendente electo               | Partido | Partido                                        | Alianza/Afiliación | Alianza/Afiliación               |
| ------------------------------------------------------- | ------------------------------- | ------- | ---------------------------------------------- | ------------------ | -------------------------------- |
| Adolfo Alsina                                           | David Abel Hirtz R              |         | Unión Cívica Radical                           |                    | Cambiemos Buenos Aires           |
| Adolfo Gonzales Chaves                                  | Eduardo Marcelo Santillán       |         | Partido Justicialista                          |                    | Frente para la Victoria          |
| Alberti                                                 | Germán Lago                     |         | Partido Justicialista                          |                    | Frente para la Victoria          |
| Almirante Brown                                         | Mariano Cascallares             |         | Partido Justicialista                          |                    | Frente para la Victoria          |
| Arrecifes                                               | Javier Ignacio Olaeta           |         | Unión Cívica Radical                           |                    | Cambiemos Buenos Aires           |
| Avellaneda                                              | Jorge Ferraresi                 |         | Partido Justicialista                          |                    | Frente para la Victoria          |
| Ayacucho                                                | Pablo Zubiaurre                 |         | Unión Cívica Radical                           |                    | Cambiemos Buenos Aires           |
| Azul                                                    | Hernán Bertellys                |         | Partido Justicialista                          |                    | Frente para la Victoria          |
| Bahía Blanca                                            | Héctor Norberto Gay             |         | Propuesta Republicana                          |                    | Cambiemos Buenos Aires           |
| Balcarce                                                | Esteban Andrés Reino            |         | Unión Cívica Radical                           |                    | Cambiemos Buenos Aires           |
| Baradero                                                | Fernanda Antonijevic            |         | Unión Vecinalista                              |                    | Cambiemos Buenos Aires           |
| Benito Juárez                                           | Julio César Marini R            |         | Partido Justicialista                          |                    | Frente para la Victoria          |
| Berazategui                                             | Juan Patricio Mussi R           |         | Partido Justicialista                          |                    | Frente para la Victoria          |
| Berisso                                                 | Jorge Gabriel Nedela            |         | Unión Cívica Radical                           |                    | Cambiemos Buenos Aires           |
| Bolívar                                                 | Eduardo Bucca R                 |         | Partido Justicialista                          |                    | Frente para la Victoria          |
| Bragado                                                 | Héctor Vicente Gatica           |         | Unidos por Bragado                             |                    | Cambiemos Buenos Aires           |
| Brandsen                                                | Daniel Cappelletti              |         | Unión Cívica Radical                           |                    | Cambiemos Buenos Aires           |
| Campana (ver detalle)                                   | Sebastián Abella                |         | Propuesta Republicana                          |                    | Cambiemos Buenos Aires           |
| Cañuelas                                                | Gustavo Arrieta R               |         | Partido Justicialista                          |                    | Frente para la Victoria          |
| Capitán Sarmiento                                       | Oscar Darío Ostoich R           |         | Partido Justicialista                          |                    | Frente para la Victoria          |
| Carlos Casares                                          | Walter Sergio Torchio R         |         | Partido Justicialista                          |                    | Frente para la Victoria          |
| Carlos Tejedor                                          | Raúl Alejandro Sala             |         | Unión Cívica Radical                           |                    | Cambiemos Buenos Aires           |
| Carmen de Areco                                         | Marcelo Skansi R                |         | Nueva Alternativa Carmeña                      |                    | Vecinalismo - FPV                |
| Castelli                                                | Francisco Echarren R            |         | Partido Justicialista                          |                    | Frente para la Victoria          |
| Chacabuco                                               | Víctor Aiola                    |         | Unión Cívica Radical                           |                    | Cambiemos Buenos Aires           |
| Chascomús                                               | Javier "Chapa" Gastón           |         | Unidad por Chascomús                           |                    | Unidos por una Nueva Alternativa |
| Chivilcoy                                               | Guillermo Alejandro Britos      |         | Unión Celeste y Blanco                         |                    | Unidos por una Nueva Alternativa |
| Colón                                                   | Ricardo Casi R                  |         | Partido Justicialista                          |                    | Frente para la Victoria          |
| Coronel Dorrego                                         | Raúl Germán Reyes               |         | Unión Cívica Radical                           |                    | Cambiemos Buenos Aires           |
| Coronel Pringles                                        | Carlos Aníbal Berterret         |         | Compromiso Pringles                            |                    | Vecinalismo - UNA                |
| Coronel Rosales                                         | Mariano Cecilio Uset            |         | Propuesta Republicana                          |                    | Cambiemos Buenos Aires           |
| Coronel Suárez                                          | Roberto Carlos "Pachi" Palacio  |         | Propuesta Republicana                          |                    | Cambiemos Buenos Aires           |
| Daireaux                                                | Esteban Alejandro Acerbo        |         | Partido Justicialista                          |                    | Frente para la Victoria          |
| Dolores                                                 | Luis María Camilo Etchevarren R |         | Propuesta Republicana                          |                    | Cambiemos Buenos Aires           |
| Ensenada (ver detalle)                                  | Mario Carlos Secco R            |         | Frente Grande                                  |                    | Frente para la Victoria          |
| Escobar (ver detalle)                                   | Ariel Sujarchuk                 |         | Partido Justicialista                          |                    | Frente para la Victoria          |
| Esteban Echeverría                                      | Fernando Gray R                 |         | Partido Justicialista                          |                    | Frente para la Victoria          |
| Exaltación de la Cruz                                   | Adrián Daniel Sánchez           |         | Defensa Comunal de Exaltación de la Cruz       |                    | Frente para la Victoria          |
| Ezeiza                                                  | Alejandro Granados R            |         | Partido Justicialista                          |                    | Frente para la Victoria          |
| Florencio Varela                                        | Julio Pereyra R                 |         | Partido Justicialista                          |                    | Frente para la Victoria          |
| Florentino Ameghino                                     | Calixto Agustín Tellechea       |         | Unión Cívica Radical                           |                    | Cambiemos Buenos Aires           |
| General Alvarado                                        | Germán Di Cesare                |         | Frente Renovador Auténtico                     |                    | Unidos por una Nueva Alternativa |
| General Alvear                                          | Alejandro Celillo               |         | Unión Cívica Radical                           |                    | Cambiemos Buenos Aires           |
| General Arenales                                        | Erica Silvana Revilla           |         | Unión Cívica Radical                           |                    | Cambiemos Buenos Aires           |
| General Belgrano                                        | Osvaldo Mario Dinápoli          |         | Unión Cívica Radical                           |                    | Cambiemos Buenos Aires           |
| General Guido                                           | Aníbal Loubet R                 |         | Unión Cívica Radical                           |                    | Cambiemos Buenos Aires           |
| General La Madrid                                       | Martín Randazzo                 |         | Unión Cívica Radical                           |                    | Cambiemos Buenos Aires           |
| General Las Heras                                       | Carlos Javier Osuna             |         | Frente Renovador Auténtico                     |                    | Unidos por una Nueva Alternativa |
| General Lavalle                                         | José Rodríguez Ponte            |         | Unión Cívica Radical                           |                    | Cambiemos Buenos Aires           |
| General Madariaga                                       | Carlos Esteban Santoro          |         | Unión Cívica Radical                           |                    | Cambiemos Buenos Aires           |
| General Paz                                             | Juan Carlos Veramendi R         |         | Partido Justicialista                          |                    | Frente para la Victoria          |
| General Pinto (ver detalle)                             | Alexis Guerrera R               |         | Partido Justicialista                          |                    | Frente para la Victoria          |
| General Pueyrredón (ver detalle)                        | Carlos Arroyo                   |         | Agrupación Atlántica                           |                    | Cambiemos Buenos Aires           |
| General Rodríguez                                       | Darío Kubar                     |         | Compromiso por General Rodríguez               |                    | Cambiemos Buenos Aires           |
| General San Martín (ver detalle)                        | Gabriel Katopodis R             |         | Partido Justicialista                          |                    | Frente para la Victoria          |
| General Viamonte                                        | Franco Ariel Flexas             |         | Unión Cívica Radical                           |                    | Cambiemos Buenos Aires           |
| General Villegas                                        | Eduardo Campana                 |         | Unión Cívica Radical                           |                    | Cambiemos Buenos Aires           |
| Guaminí                                                 | Néstor Álvarez R                |         | Partido Justicialista                          |                    | Frente para la Victoria          |
| Hipólito Yrigoyen                                       | Jorge Antonio Cortes            |         | Partido Justicialista                          |                    | Frente para la Victoria          |
| Hurlingham                                              | Juan Horacio Zabaleta           |         | Partido Justicialista                          |                    | Frente para la Victoria          |
| Ituzaingó                                               | Alberto Daniel Descalzo R       |         | Partido Justicialista                          |                    | Frente para la Victoria          |
| José C. Paz                                             | Mario Ishii                     |         | Partido Justicialista                          |                    | Frente para la Victoria          |
| Junín                                                   | Pablo Petrecca                  |         | Propuesta Republicana                          |                    | Cambiemos Buenos Aires           |
| La Costa                                                | Juan Pablo de Jesús R           |         | Partido Justicialista                          |                    | Frente para la Victoria          |
| La Matanza (ver detalle)                                | Verónica María Magario          |         | Partido Justicialista                          |                    | Frente para la Victoria          |
| La Plata (ver detalle)                                  | Julio Garro                     |         | Propuesta Republicana                          |                    | Cambiemos Buenos Aires           |
| Lanús                                                   | Néstor Grindetti                |         | Propuesta Republicana                          |                    | Cambiemos Buenos Aires           |
| Laprida                                                 | Alfredo Fisher R                |         | Partido Justicialista                          |                    | Frente para la Victoria          |
| Las Flores                                              | Ramón Canosa                    |         | Propuesta Republicana                          |                    | Cambiemos Buenos Aires           |
| Leandro N. Alem                                         | Alberto Conocchiari R           |         | Partido de la Concertación FORJA               |                    | Frente para la Victoria          |
| Lezama (ver detalle)                                    | Arnaldo Harispe                 |         | Unión Cívica Radical                           |                    | Cambiemos Buenos Aires           |
| Lincoln                                                 | Salvador Ignacio Serenal        |         | Unión Cívica Radical                           |                    | Cambiemos Buenos Aires           |
| Lobería                                                 | Juan José Fioramonti            |         | Unión Cívica Radical                           |                    | Cambiemos Buenos Aires           |
| Lobos                                                   | Jorge Oscar Etcheverry          |         | Unión Cívica Radical                           |                    | Cambiemos Buenos Aires           |
| Lomas de Zamora                                         | Martín Insaurralde R            |         | Partido Justicialista                          |                    | Frente para la Victoria          |
| Luján                                                   | Oscar Luciani R                 |         | Unión Vecinal de Luján                         |                    | Cambiemos Buenos Aires           |
| Magdalena                                               | Gonzalo Martín Pelusso          |         | Unión Cívica Radical                           |                    | Cambiemos Buenos Aires           |
| Maipú                                                   | Matías Rappallini               |         | Unión Cívica Radical                           |                    | Cambiemos Buenos Aires           |
| Malvinas Argentinas (ver detalle)                       | Leonardo Javier Nardini         |         | Partido Justicialista                          |                    | Frente para la Victoria          |
| Mar Chiquita                                            | Carlos Ronda                    |         | Unión Cívica Radical                           |                    | Cambiemos Buenos Aires           |
| Marcos Paz                                              | Ricardo Curutchet R             |         | Concertación por Marcos Paz                    |                    | Frente para la Victoria          |
| Mercedes                                                | Juan Ignacio Ustárroz           |         | Partido Justicialista                          |                    | Frente para la Victoria          |
| Merlo                                                   | Gustavo Menéndez                |         | Partido Justicialista                          |                    | Frente para la Victoria          |
| Monte                                                   | Sandra Mayol                    |         | Frente Renovador Auténtico                     |                    | Unidos por una Nueva Alternativa |
| Monte Hermoso                                           | Marcos Luis Fernández R         |         | Partido Justicialista                          |                    | Frente para la Victoria          |
| Moreno                                                  | Walter Alejandro Festa          |         | Partido Justicialista                          |                    | Frente para la Victoria          |
| Morón                                                   | Ramiro César Tagliaferro        |         | Propuesta Republicana                          |                    | Cambiemos Buenos Aires           |
| Navarro                                                 | Santiago Maggiotti R            |         | Partido Justicialista                          |                    | Frente para la Victoria          |
| Necochea (ver detalle)                                  | Facundo Manuel López            |         | Frente Renovador Auténtico                     |                    | Unidos por una Nueva Alternativa |
| Nueve de Julio                                          | Mariano Edmundo Barroso         |         | Propuesta Republicana                          |                    | Cambiemos Buenos Aires           |
| Olavarría                                               | Ezequiel Galli                  |         | Propuesta Republicana                          |                    | Cambiemos Buenos Aires           |
| Patagones                                               | José Luis Zara                  |         | Propuesta Republicana                          |                    | Cambiemos Buenos Aires           |
| Pehuajó                                                 | Pablo Javier Zurro R            |         | Partido Justicialista                          |                    | Frente para la Victoria          |
| Pellegrini                                              | Guillermo Luis Pacheco          |         | Unión Cívica Radical                           |                    | Cambiemos Buenos Aires           |
| Pergamino                                               | Javier Arturo Martínez          |         | Propuesta Republicana                          |                    | Cambiemos Buenos Aires           |
| Pila                                                    | Gustavo Walker R                |         | Partido Justicialista                          |                    | Frente para la Victoria          |
| Pilar                                                   | Nicolás Ducoté                  |         | Propuesta Republicana                          |                    | Cambiemos Buenos Aires           |
| Pinamar                                                 | Martín Yeza                     |         | Propuesta Republicana                          |                    | Cambiemos Buenos Aires           |
| Presidente Perón                                        | Aníbal Regueiro R               |         | Partido Justicialista                          |                    | Frente para la Victoria          |
| Puan                                                    | Facundo David Castelli R        |         | Unión Cívica Radical                           |                    | Cambiemos Buenos Aires           |
| Punta Indio                                             | Hernán Y Zurieta R              |         | Partido Justicialista                          |                    | Frente para la Victoria          |
| Quilmes                                                 | Martiniano Faustino Molina      |         | Propuesta Republicana                          |                    | Cambiemos Buenos Aires           |
| Ramallo                                                 | Mauro David "Mumi" Poletti      |         | Partido Justicialista                          |                    | Frente para la Victoria          |
| Rauch                                                   | Roberto Maximiliano Suescun     |         | Unión Cívica Radical                           |                    | Cambiemos Buenos Aires           |
| Rivadavia                                               | Javier Ulises Reynoso           |         | Rivadavia Primero                              |                    | Cambiemos Buenos Aires           |
| Rojas                                                   | Claudio Alberto Rossi           |         | Unión Cívica Radical                           |                    | Cambiemos Buenos Aires           |
| Roque Pérez                                             | Juan Carlos Gasparini R         |         | Partido Justicialista                          |                    | Frente para la Victoria          |
| Saavedra                                                | Hugo Alejandro Corvatta         |         | Partido Justicialista                          |                    | Frente para la Victoria          |
| Saladillo                                               | José Luis Salomón               |         | Unión Cívica Radical                           |                    | Cambiemos Buenos Aires           |
| Salliqueló                                              | Jorge Alberto Hernández         |         | Unión Cívica Radical                           |                    | Cambiemos Buenos Aires           |
| Salto                                                   | Ricardo José Alessandro         |         | Partido Justicialista                          |                    | Frente para la Victoria          |
| San Andrés de Giles                                     | Carlos Javier Puglelli          |         | Frente Renovador Auténtico                     |                    | Unidos por una Nueva Alternativa |
| San Antonio de Areco                                    | Francisco Durañona R            |         | Partido Justicialista                          |                    | Frente para la Victoria          |
| San Cayetano                                            | Miguel Ángel Gargaglione R      |         | Unión Cívica Radical                           |                    | Cambiemos Buenos Aires           |
| San Fernando (ver detalle)                              | Luis Andreotti R                |         | Frente Renovador Auténtico                     |                    | Unidos por una Nueva Alternativa |
| San Isidro (ver detalle)                                | Ángel Gustavo Posse R           |         | Unión Cívica Radical                           |                    | Cambiemos Buenos Aires           |
| San Miguel (ver detalle)                                | Joaquín De la Torre R           |         | Partido Renovador Federal                      |                    | Unidos por una Nueva Alternativa |
| San Nicolás                                             | Ismael José Passaglia R         |         | Partido Justicialista                          |                    | Frente para la Victoria          |
| San Pedro                                               | Cecilio Salazar                 |         | Partido Fe                                     |                    | Cambiemos Buenos Aires           |
| San Vicente                                             | Esteban Mauricio Gómez          |         | Unión Cívica Radical                           |                    | Cambiemos Buenos Aires           |
| Suipacha                                                | Alejandro Federico              |         | Unión Cívica Radical                           |                    | Cambiemos Buenos Aires           |
| Tandil                                                  | Miguel Ángel Lunghi R           |         | Unión Cívica Radical                           |                    | Cambiemos Buenos Aires           |
| Tapalqué                                                | Gustavo Cocconi R               |         | Partido Justicialista                          |                    | Frente para la Victoria          |
| Tigre (ver detalle)                                     | Julio Zamora                    |         | Frente Renovador Auténtico                     |                    | Unidos por una Nueva Alternativa |
| Tordillo                                                | Héctor Aníbal Olivera R         |         | Partido Justicialista                          |                    | Frente para la Victoria          |
| Tornquist                                               | Sergio Fabián Bordoni           |         | Unión Cívica Radical                           |                    | Cambiemos Buenos Aires           |
| Trenque Lauquen                                         | Miguel Ángel Fernández          |         | Unión Cívica Radical                           |                    | Cambiemos Buenos Aires           |
| Tres Arroyos                                            | Carlos Alberto Sánchez R        |         | Movimiento Vecinal del Partido de Tres Arroyos |                    | Vecinalismo                      |
| Tres de Febrero (ver detalle)                           | Diego Valenzuela                |         | Propuesta Republicana                          |                    | Cambiemos Buenos Aires           |
| Tres Lomas                                              | Roberto Oscar Álvarez R         |         | Partido Justicialista                          |                    | Frente para la Victoria          |
| Veinticinco de Mayo                                     | Hernán Ralinqueo                |         | Partido Justicialista                          |                    | Frente para la Victoria          |
| Vicente López (ver detalle)                             | Jorge Macri R                   |         | Propuesta Republicana                          |                    | Cambiemos Buenos Aires           |
| Villa Gesell                                            | Gustavo Barrera                 |         | Partido Justicialista                          |                    | Frente para la Victoria          |
| Villarino                                               | Carlos Bevilacqua               |         | Acción por Villarino                           |                    | Vecinalismo - UNA                |
| Zárate (ver detalle)                                    | Osvaldo Cáffaro R               |         | Nuevo Zárate                                   |                    | Vecinalismo - FPV                |
| R: Reelecto                                             |                                 |         |                                                |                    |                                  |
| Fuente: Junta Electoral de la Provincia de Buenos Aires |                                 |         |                                                |                    |                                  |

## Eventos posteriores
En 2017, estalló un escándalo al publicarse el descubrimiento de una supuesta red de falsificaciones financieras por parte de aportantes de la alianza Cambiemos Buenos Aires durante la contienda electoral de 2015. De acuerdo con dicha denuncia, se produjeron blanqueos de dinero de parte de varios candidatos a diversos cargos que figuraban aportando sumas de dinero sin haber pagado nada. Según la investigación la cantidad de falsos aportantes a la campaña de María Eugenia Vidal ascendía a cientos de casos, con supuestos aportes entre $13.000 y $50.000 en al menos 81 municipios, estimándose alrededor de 40 millones de pesos blanqueados a través de candidatos propios que jamás donaron monto alguno. A los testimonios se sumaron incluso políticos del propio espacio, entre ellos el excandidato a Intendente de Cambiemos en Ituzaingó, Osvaldo Marasco, que también denunció que se falsificaron aportes.